# 文君酒
文君酒，是中國四川省傳統的知名白酒，自明朝萬曆年間開始釀造，產自川酒四大酒鄉之一的邛崍市。邛崍古稱臨邛，是漢代賦聖司馬相如之妻，卓文君的故里，故酒名「文君酒」。隶属于剑南春集团。此酒用大麥和小麥混合制成的酒麴爲糖化發酵劑，再經混蒸、混燒、陳貯等過程釀製而成。

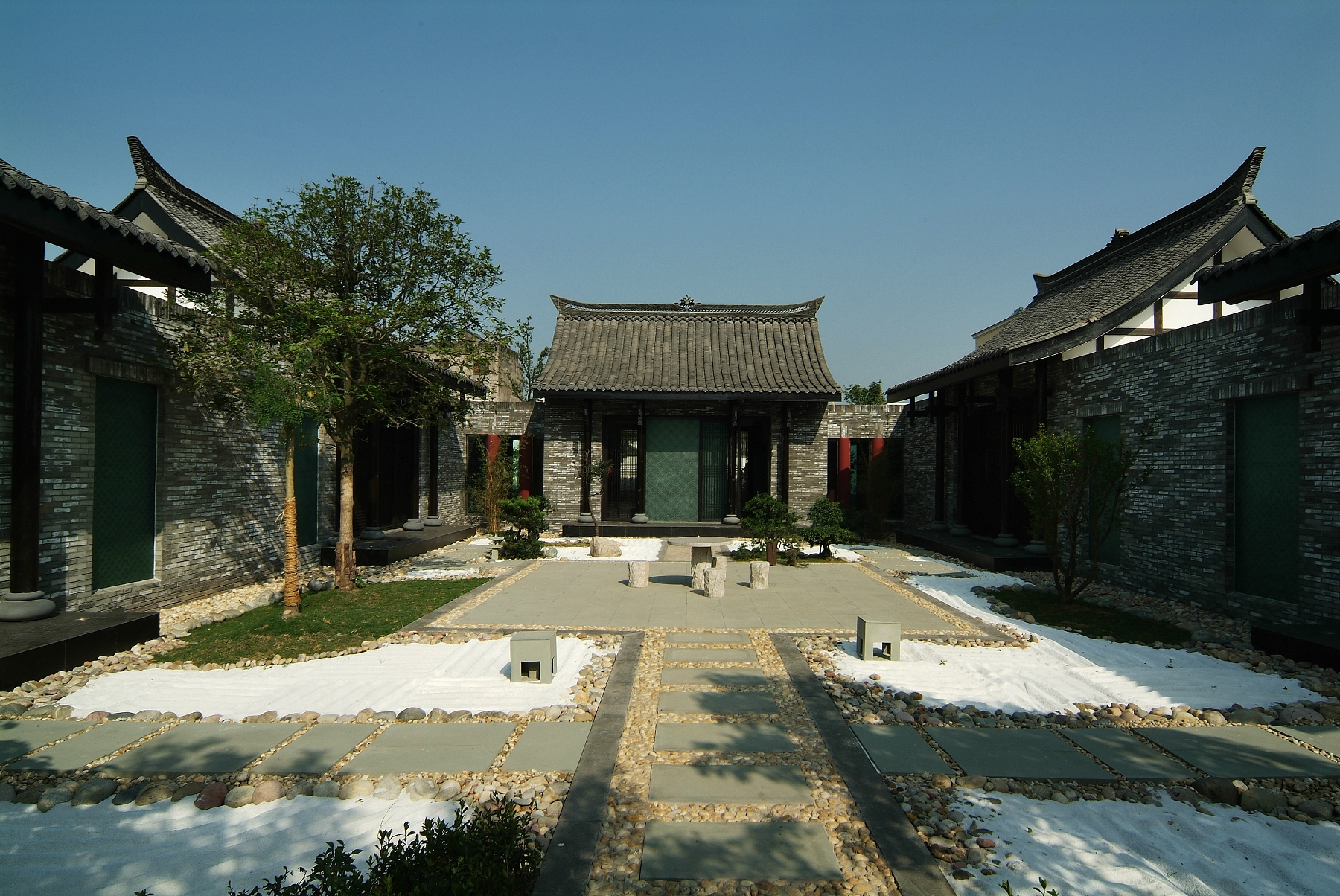
邛崃文君酒庄会馆

## 股權
文君酒廠原為為劍南春集團全資擁有的附屬公司，2007年法國軒尼詩（LVMH旗下酒廠）斥資近1億元購入55%股權，劍南春則繼續持有45%的股份。2017年之后剑南春100%控股文君酒。